# فاتسواف شيربينسكي
واكلاو فرانتشيشك شيربينسكي (بالبولندية: Wacław Sierpiński)‏ هو عالم رياضيات بولندي شهير. ولد عام 1872, ومات في عام 1969 عن عمر يناهز السبعة والثمانين عاماً, أنتج خلالها أكثر من 700 بحث و50 كتاباً منشوراً. في عام 1915 قدم مثلثه الشهير, وبعد عام قدم سجادته الشهيرة.

## مساهماته في الرياضيات

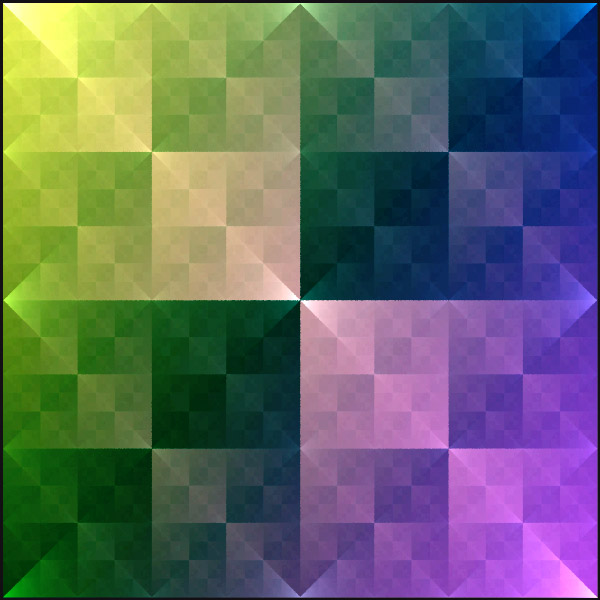
مربع سيربنسكي, يدخل في مجال الهندسة الكسيرية

في عام 1907، اهتم في سيربنسكي البداية بنظرية المجموعات عندما اطلع على مبرهنة تنص على أنه من الممكن تحديد نقطة ما في المستوى بإحداثية واحدة.

## وصلات خارجية
- فاتسواف شيربينسكي على موقع الموسوعة البريطانية (الإنجليزية)
- فاتسواف شيربينسكي على موقع إن إن دي بي (الإنجليزية)